# Georg Lelewer
Georg Lelewer (* 29. September 1872 in Wien, Österreich-Ungarn; † 3. April 1960 in London) war ein österreichischer Rechtswissenschaftler und Kriminologe, der sich als monarchistischer Exil-Politiker in Großbritannien betätigte.

## Leben
Georg Lelewer war ein Sohn des jüdischen Kaufmanns David Lelewer und der Anna Herrnstadt. Nach dem Militärdienst studierte er ab 1892 Jura in Wien und wurde 1896 promoviert. 1894 konvertierte er zum Katholizismus, 1897 heiratete er Maria Patek. Lelewer, der von 1907 bis 1909 als Dozent an der Universität Czernowitz gewirkt hatte, brachte es über verschiedenen Berufsstationen als Militärrichter und Strafrichter bis zum Senatspräsidenten des Obersten Gerichtshofes und wurde 1937 pensioniert, lehrte aber noch als Privatdozent für Militärstrafrecht und Strafprozessrecht an der Universität Wien. Bereits 1927 hatte er gemeinsam mit Franz Exner über Kriegskriminalität publiziert. Nach dem Anschluss Österreichs an das nationalsozialistische Deutsche Reich wurde Lelewer, der 1894 vom mosaischen Glauben zum Katholizismus konvertiert war  als nichtarisch eingestuft und mit einem Lehrverbot belegt. Dank der Initiative eines britischen Richter-Komitees konnte er im Juli 1939 nach London übersiedeln, konnte dort aber nicht an seine akademische Karriere anknüpfen und betätigte sich vorwiegend als Exilpolitiker und wurde zu einem Sprecher der Legitimisten. Lelewer wurde in Großbritannien Präsident der monarchistischen Austrian League und 1940 gemeinsam mit Heinrich Allina Leiter des Austria Office in London, das alle Exilorganisationen vereinigen wollte, die die österreichische Unabhängigkeit als erklärtes Ziel verfolgten.
1946 kehrte Lelewer nach Wien zurück und beteiligte sich am Wiederaufbau des österreichischen Justizwesens.